# Oddastaðavatn
Oddastaðavatn är en insjö i den sydöstra delen av halvön Snæfellsnes norr om den långsträckta dalen Hnappadalur i Västlandet på Island. Sjön är nästan 3 km² stor med ett största djup av 18 meter och den ligger 57 meter över havet. Två små öar, med ett rikt fågelliv, ligger mitt ute i sjön.
Sjöns viktigaste tillflöden är älvarna Hraunholtsá, som kommer från Hlíðarvatn i öster, och Arná, som rinner ner från sjön Svínavatn i norr. Sjöns utlopp är den för sitt goda laxfiske kända älven Haffjarðará (vars nordligaste del brukar kallas Höfðaá).
Fisket i Oddastaðavatn rör främst röding och öring.